# Peperomia chambesyana
Peperomia chambesyana är en pepparväxtart som beskrevs av William Trelease. Peperomia chambesyana ingår i släktet peperomior, och familjen pepparväxter. Inga underarter finns listade i Catalogue of Life.